# Братченко Леонід Сергійович
Леоні́д Сергі́йович Бра́тченко (3 серпня 1923, Одеса, УРСР — 10 серпня 2004, Харків) — український художник театру, народний художник УРСР (від 1976 року). Чоловік художниці Галини Фісан.

## Біографія
Народився 3 серпня 1923 року в Одесі. Учасник Німецько-радянської війни. 1951 року закінчив Харківський художній інститут. Навчався у Дмитра Овчаренка та Бориса Косарєва.
Працював викладачем у Харківському художньому інституті (1951—1958).
Учасник виставок з 1951, республіканських і всесоюзних з 1954.
Від 1955 року — художник-постановник Харківського театру опери та балету
Член Харківської організації Спілки художників України з 1960, Українського театрального товариства (1965—1989).
Член КПРС з 1962
Від 1968 року — головний художник Харківського театру опери та балету
Персональні виставки: Харків — 1983,1984, 1993, 1995; с. Пархомівка (Харківська область) — 1997.
Оформив близько 100 вистав у театрах України.
Нагороджений орденом «Знак Пошани» і медалями.
Похований на Другому міському кладовищі Харкова.

## Роботи Леоніда Братченка
Л. С. Братченко оформив такі вистави у Харківській опері:
- балет «Лілея» К. Данькевича (1958)
- балет «Баядерка» Мінкуса (1958)
- балет «Бахчисарайський фонтан» Б. Асаф'єва (1960)
- опера «Бал-маскарад» Джузеппе Верді (1964)
- опера «Євгеній Онєгін» П. Чайковського (1965)
- балет «Спартак» А. Хачатуряна (1966)
- балет «Ромео і Джульетта» С. Прокоф'єва (1967)
- балет «Лілея» К. Данькевича (1968)
- опера «Лейтенант Шмідт» Б. Яровинського (1970)
- опера «Трубадур» Дж. Верді (1971)
- опера «Молода гвардія» Ю. Мейтуса (1975)
- опера «Кармен» Бізе (1976)
- балет «Тисяча й одна ніч» Ф. Амірова (1984)
- опера «Прапороносці» О. Білаша (1986).